# Stephania succifera
Stephania succifera är en tvåhjärtbladig växtart som beskrevs av Hsien Shui Lo och Y. Tsoong. Stephania succifera ingår i släktet Stephania och familjen Menispermaceae. Inga underarter finns listade i Catalogue of Life.